# Andvaranautr
Nella mitologia norrena, Andvaranautr era un anello magico capace di produrre oro, posseduto inizialmente dal nano Andvari.

## Storia
Loki ingannò Andvari, che si era trasformato in un luccio, e lo catturò con la rete di Rán, obbligandolo a consegnargli le sue ricchezze, fra le quali vi era Andvanautr. Volendo vendicarsi, Andvari maledisse l'anello, che da quel momento in poi avrebbe portato distruzione per il suo possessore. Loki, ottenuto l'oggetto, lo donò subito a Hreiðmarr, come riparazione, poiché ne aveva inavvertitamente ucciso il figlio Ótr. Il fratello di Ótr, Fáfnir, saputo dell'anello magico, uccise il padre per impossessarsene, e questo lo tramutò in un mostro malvagio.
Fu Sigfrido che uccise più tardi Fàfnir, prendendone l'anello e donandolo a Brunilde. In seguito Sigfrido riprese di nascosto l'anello a Brunilde per donarlo a Crimilde, sua moglie. La vista dell'anello in mano a Crimilde spinse Brunilde ad ordinare la morte di Sigfrido. L'anello e tutto il tesoro giunsero poi nelle mani di Gunther e Hagen, fratelli di Crimilde. Crimilde, che ne rivendicava il possesso, spinse il secondo marito, Attila, a uccidere i fratelli (detti Nibelunghi, cioè possessori del tesoro di Nibelung). L'oro tuttavia era stato da essi gettato sul fondo del fiume Reno e né Crimilde, né Attila, né altri riuscirono a recuperarlo.

## Nella cultura di massa
- La storia di Andvaranautr e della sua maledizione è uno dei temi centrali dell'opera di Richard Wagner Der Ring des Nibelungen (L'anello del Nibelungo).
- Nel videogioco Assassin's Creed: Valhalla può essere trovato come ricompensa in una missione secondaria.
- La storia di Andvaranautr ha ispirato il film TV La saga dei Nibelunghi.